# Jikke de Raaff
Jikke de Raaff (Prinsenbeek, 27 augustus 2004) is een voetbalspeelster uit Nederland. Ze speelt als verdediger voor Excelsior Rotterdam.

## Clubcarrière
De Raaff begon met voetballen op vierjarige leeftijd bij Unitas '30 in Etten-Leur. Vervolgens kwam ze uit voor VV Beek Vooruit uit Prinsenbeek, de DIA Meisjes academie in Teteringen en voor een jongensteam van Madese Boys uit Made. In 2021 kwam ze in de jeugd van PSV terecht en maakte ze twee seizoen haar minuten voor Jong PSV. De Raaff werd kampioen met Jong PSV in het seizoen 2021/22 en maakte onderdeel uit van het team van Jong PSV dat in het seizoen 2022/23 de halve finale van de KNVB Beker haalde waarin FC Twente met 2-0 te sterk was.
In de zomer van 2023 tekende De Raaff een contract bij Excelsior Rotterdam.
Op 8 september 2023 maakte De Raaff haar debuut in de Vrouwen Eredivisie voor Excelsior door in de basis te starten in een uitduel tegen AZ. Op 17 juni 2024 tekende De Raaff een nieuwe verbintenis die haar tot medio 2025 aan de Kralingers verbond. In het seizoen 2024/25 kwam De Raaff door veelvuldig blessureleed tot slechts een optreden in het shirt van Excelsior. Haar contract werd op 18 juni 2025 nogmaals met een jaar verlengd.

## Statistieken
| Seizoen | Club                | Competitie | Competitie | Competitie | Beker | Beker | Overig | Overig | Totaal | Totaal |
| Seizoen | Club                | Competitie | Wed.       | Dlp.       | Wed.  | Dlp.  | Wed.   | Dlp.   | Wed.   | Dlp.   |
| ------- | ------------------- | ---------- | ---------- | ---------- | ----- | ----- | ------ | ------ | ------ | ------ |
| 2023/24 | Excelsior Rotterdam | Eredivisie | 17         | 0          | 2     | 0     | 0      | 0      | 19     | 0      |
| 2024/25 | Excelsior Rotterdam | Eredivisie | 1          | 0          | 0     | 0     | 0      | 0      | 1      | 0      |
| Totaal  | Totaal              | Totaal     | 18         | 0          | 2     | 0     | 0      | 0      | 20     | 0      |

Bijgewerkt t/m 18 juni 2025.
1 Van der Klooster ·
2 De With ·
3 Westerink ·
4 Helderman ·
5 Van Goch ·
6 Goretkiová ·
7 Breewel ·
8 Van Spijk ·
9 Ellouzi ·
10 Hendriks ·
11 Martina ·
12 De Raaff ·
16 Lammers ·
17 Vrij ·
18 Van Houwelingen ·
19 De Jong ·
20 Frankena ·
22 Homan ·
23 De Ridder ·
24 Pereira ·
25 Mollink ·
29 Lont ·
43 Hardiek ·
Coach: Kreugel
· Assistent-coach: Brummel